# Silkeborg-revyen
Silkeborg-revyerne startede på restaurant Valhal (Forsamlingsbygningen) i Vestergade 26, Silkeborg, Jan Schous fødeby, i juni-juli 1974. Her var han instruktør og skuespiller. Revyen blev benævnt "Sommer Cabaret 74". 
Øvrige medvirkende var Bente Eskesen, Birgitte Bruun, Bjarne Jespersen og Steen Mørcholdt´s Trio. Fra 1978 - 1981 flyttede Jan Schou revyen til restaurant La Strada på Torvet, hvor revyen omdøbtes til "Sommer Varieté", da der blev indlagt artistnumre i forestillingerne, en tradition Jan Schou holdt i hævd langt op i 00'erne. 
I "Sommer-Varieté 78" var de medvirkende Kit Eichler (Årets revyfund), Jan Schou, Ole Rasmus, tryllekunstneren Claus Stub, Steen Mørcholdt´s orkester. Scenografi Henning Kurt Lexbo. 
I Jan Schous "Sommer-Varieté 79" på restr. La Strada var de medvirkende Gertie Jung, Jan Schou, Kjeld Høgh, komiker-/artistparret New Witties og Steen Mørcholdt´s orkester. Scenografi Henning Kurt Lexbo. 
Ved "Sommer-Varieté 80", ligeledes på restr. La Strada, Silkeborg, var de medvirkende: Birte Tove, Jan Schou, Lilly Lensfeldt, sangeren Poul Beck, artistparret Hanne Ilkjær og Ole Bünger og Steen Mørcholdt´s orkester. Scenografi Henning Kurt Lexbo. Dette år modtog Jan Schou en "Dirch", indstiftet inden Dirch Passers død og tilegnet årets revyfund.
I 1981, hvor Jan Schou selv debuterede i Cirkusrevyen på Bakken, fortsatte "Sommervarietéerne" på La Strada, uden Jan Schou på scenen, men stadig som instruktør. Dette år medvirkede kvartetten "Hans Mosters Vovse" med Allan Mortensen, Lise-Lotte Norup, Winnie Hedegaard, Ole Rasmus. Artistindslaget var illusionisten Jørgen Samson. Kapelmester var Steen Mørcholdt og scenografen var Henning Kurt Lexbo. 
Efter "Sommer-Varietéårene" blev Jan Schou engageret af direktør Ernst Trillingsgaard til Holstebrorevyen 1982 og 1983.
Senere vendte Jan Schou tilbage til Silkeborg med revyerne "Schou-Tur" på Hotel Scandic, Silkeborg.